# Agustín Obando
Agustín Obando (Monte Caseros, 11 marzo 2000) è un calciatore argentino, attaccante del Banfield in prestito dal Boca Juniors.

## Caratteristiche tecniche
Ala sinistra utilizzabile anche sulla fascia opposta, è bravo ad attaccare la profondità e nel creare la superiorità numerica nella sua zona di campo.

## Carriera

### Club
Cresciuto nel settore giovanile del Boca Juniors, ha esordito in prima squadra il 7 aprile 2019 in occasione dell'incontro di Primera Divisioón pareggiato 1-1 contro l'Aldosivi.

### Nazionale
Ha giocato nelle nazionali giovanili argentine Under-15 ed Under-17.

## Statistiche
Statistiche aggiornate al 25 agosto 2019.

### Presenze e reti nei club
| Stagione        | Squadra         | Campionato      | Campionato | Campionato | Coppe nazionali | Coppe nazionali | Coppe nazionali | Coppe continentali | Coppe continentali | Coppe continentali | Altre coppe | Altre coppe | Altre coppe | Totale | Totale | Totale |
| Stagione        | Squadra         | Comp            | Pres       | Reti       | Comp            | Pres            | Reti            | Comp               | Pres               | Reti               | Comp        | Pres        | Reti        | Pres   | Reti   |        |
| --------------- | --------------- | --------------- | ---------- | ---------- | --------------- | --------------- | --------------- | ------------------ | ------------------ | ------------------ | ----------- | ----------- | ----------- | ------ | ------ | ------ |
| 2018-2019       | Boca Juniors    | PD              | 1          | 0          | CA+CdL          | 1+3             | 0               |                    | -                  | -                  |             | -           | -           | 5      | 0      |        |
| 2019-2020       | Boca Juniors    | PD              | 8          | 0          | CA              | 0               | 0               | CL                 | 1                  | 0                  |             | -           | -           | 9      | 0      |        |
| Totale carriera | Totale carriera | Totale carriera | 9          | 0          |                 | 4               | 0               |                    | 1                  | 0                  |             | -           | -           | 14     | 0      |        |

## Palmarès

### Club

#### Competizioni nazionali
- Campionato argentino: 1

Boca Juniors: 2019-2020
- Copa Diego Armando Maradona: 1

Boca Juniors: 2020
- Copa Argentina: 1

Boca Juniors: 2019-2020